# Vass Imre (esperes-plébános)
Vass Imre (Kistoronya, 1859. április 5. – Mezőkövesd, 1910. augusztus 18.) katolikus esperes-plébános.

## Életútja
Nemes szülők gyermeke. A gimnáziumot Sátoraljaújhelyen végezte a VI. osztályig, ahonnét egri növendékpapnak vétetett fel; a bölcseleti és teológiai tanfolyam befejeztével 1882-ben áldozópappá szenteltetett. Káplánkodott Heves-Bátorban, Hevesen, Recsken, Makláron és Miskolcon. Később esperes-plébános volt Mezőkövesden.
Cikkei az Egri Egyházmegyei Közlönyben (1886. Őrizkedjetek a hamis prófétáktól, 1887. Missa judicii, történelmi tanulmány, 1889. Pater Angelicus, 1891. Montrefeltrói és Poivre Rouge); írt ezeken kívül több cikket az elkeresztelési ügyről, az anyakönyvek vezetéséről sat.

## Munkái
- Ész és hit. Eger... (Pályadíjat nyert mű).
- Vallás és társadalom. Uo... (Pályadíjat nyert mű).